# Caniles
Caniles település Spanyolországban, Granada tartományban. Caniles Alcóntar, Baza, Cúllar és Serón községekkel határos. Lakosainak száma 3906 fő (2024).

## Népesség
A település népessége az elmúlt években az alábbi módon változott:
| Lakosok száma | 4796 | 4782 | 4897 | 4955 | 4846 | 4514 | 4279 | 4047 | 4038 | 3906 |
|               | 2001 | 2004 | 2006 | 2009 | 2011 | 2014 | 2016 | 2019 | 2021 | 2024 |